# Christmas Tree
"Christmas Tree" é uma canção da cantora norte-americana Lady Gaga. A canção foi lançada em 16 de dezembro de 2008 para download digital. Foi escrita por Gaga e Rob Fusari e produzido por Martin Kierszenbaum e Space Cowboy. Ela também possui vocais de Space Cowboy. Musicalmente, "Christmas Tree" é uma canção de Natal que usa influências de dance-pop e synthpop. Contém amostras da clássica canção de Natal "Deck the Halls", bem como uma breve utilizando das letras "Rum pum pum pum" da canção de Natal "The Little Drummer Boy", em sua introdução. Liricamente, a canção usa insinuações sexuais e metáforas.
A canção recebeu críticas mistas dos críticos de música, com alguns elogiando sua criatividade e individualidade de outras canções de Natal e outros criticando suas insinuações sexuais e considerando que "não é para a família". Devido à forte venda digital, alcançou o número 79 na Canadian Hot 100 em janeiro de 2009. Ele também alcançou o número 18 no RIAJ Digital Track Chart japonês e alcançou número 23 na Billboard Holiday/Seasonal Digital Songs no final de 2010. Em dezembro de 2009, estava disponível para download gratuito no Amazon como parte de sua promoção de "De 25 dias gratuitos". Ela foi incluído em várias coletâneas de natal, incluindo Now That's What I Call Christmas! 4.

## Fundo musical
"Christmas Tree" é uma canção de tema natalino, com vocais de Lady Gaga e Space Cowboy. Foi escrita por Gaga e Rob Fusari, e foi produzida por Martin Kierszenbaum e Space Cowboy. Space Cowboy e Gaga foram introduzidos em Los Angeles por Martin Kierszenbaum, o chefe da gravadora de Gaga, Cherrytree Records, com o selo da Interscope Records. Kierszenbaum recomendou uma colaboração entre eles depois de ouvir o single "My Egyptian Lover" de Space Cowboy , lançado em janeiro de 2007 e com a vocalista Nadia Oh. Kierszenbaum conversou com Space Cowboy durante o Natal de 2007  e Space Cowboy falou primeiramente com Gaga por telefone na véspera do Ano Novo, "[se deram] tão bem imediatamente"  falando de lantejoulas, bolas de discoteca, de Prince, David Bowie e pintura corporal. Os dois trabalharam juntos em Los Angeles para criar "Christmas Tree" e "Starstruck", uma canção para algumas edições do álbum então atual de Lady Gaga The Fame. Space Cowboy comentou estar trabalhando com Lady Gaga:
| “ | Descobrimos que nós compartilhamos praticamente as mesmas experiências, que estava fazendo coisas semelhantes em lados opostos do Atlântico. Então eu fui convidado para o estúdio para gravar algumas músicas com Lady Gaga; nós fizemos “Starstruck”, fizemos uma canção chamada “Christmas Tree”. Ela é super criativa, ela é incrível - a melhor compositora que eu já tinha visto, e melhor intérprete. | ” |

## Composição
"Christmas Tree" é uma versão da canção tradicional de Natal "Deck the Halls", com a mesma melodia, mas com letras alteradas para ser sexualmente sugestiva, com muitas insinuações de sexuais e metáforas. Liricamente, a música é "abominavel de comemoração", com frases como "Light me up put me on top/ Let's fa-la-la-la-la-, la-la, la, la". Em uma análise por Stelios Phili da Washington Square News, piadas de Phili que o significado da canção é mais perto da versão original de "Deck the Halls", uma popular canção galesa chamada "Nos Galan", tradicionalmente cantada na véspera de Ano Novo, do que a versão do Natal Inglês. Ela cita a primeira linha original, "Cold is the man who can't love", e diz que Gaga "não visa a alertar contra se tornar fria, sem amor dos homens, mas para impedir que o destino por meio de um amor quente".
A canção de Natal contém elementos musicais de dance-pop e synthpop  com sintetizadores e um "batida forte, batida de rotina digna".Space Cowboy descreveu a canção como "futurista". Referenciado nas letras da canção é o apelido de "Cherry Cherry Boom Boom" do produtor Kierszenbaum. Descrevendo a música no episódio 25 de sua séries de transmissão no YouTube Gaga-vision, Gaga disse: "Christmas Tree é sobre o espírito de celebrar o feriado mais alegre do ano, porque o Natal faz com que os meninos e as meninas se sintam fabulosos".